# La finestra indiscreta (programa de ràdio)
La Finestra Indiscreta és un programa de ràdio especialitzat en cinema, que s'emet per Catalunya Ràdio ininterrompudament des de l'11 de gener del 1987, dirigit i presentat pel crític de cinema Àlex Gorina. És el programa més antic que se segueix emetent a Catalunya Ràdio i el seu nom està inspirat en la pel·lícula homònima d'Alfred Hitchcock, La finestra indiscreta. És un programa que fa seguiment exhaustiu de l'actualitat, defensant tot el ventall cinematogràfic, des del cinema per a tots els públics al cinema d'autor, amb una preocupació específica pel cinema català, i amb presència als principals Festivals de cinema, encapçalats per Sitges, Cannes i Sant Sebastià.
L'espai va néixer com un encàrrec del llavors cap de programes de Catalunya Ràdio, Josep Cuní, al crític de cinema Àlex Gorina. Durant el seu primer any, era un programa enregistrat d'una hora de durada, emès les matinades dels diumenges a dilluns, amb informació, entrevistes i espais dramatitzats per capítols com «Els documents d'Augustus Blom». També destacaven els especials sobre biografies d'actors famosos i altres personalitats del món del cinema, com Marlon Brando/James Dean/Montgomery Clift, Katharine Hepburn, Alfred Hitchcock i Fritz Lang, que s'acabarien publicant en el llibre L'arxiu secret d'Augustus Blom d'Íxia Llibres.
El programa ha guanyat set Premis Butaca al millor Mitjà d'Informació sobre Cinema, entre d'altres guardons.
Amb motiu de la commemoració del 35è aniversari del programa, la Filmoteca de Catalunya va organitzar una sessió especial amb la projecció de La finestra indiscreta.